# Metopius certus
Metopius certus är en stekelart som beskrevs av Valentina I. Tolkanitz 1993. Metopius certus ingår i släktet Metopius och familjen brokparasitsteklar. Inga underarter finns listade i Catalogue of Life.